# Rhaphidophora cylindrosperma
Rhaphidophora cylindrosperma — вид квіткових рослин із родини Araceae, роду Rhaphidophora. Це ліана, рідним ареалом якої є Борнео.